# Offensive de Minsk
Pour un article plus général, voir Opération Bagration.
Seconde guerre mondiale
Batailles
Front de l’Est

Prémices :
- Campagne de Pologne
- Guerre d’Hiver

Guerre germano-soviétique :
- 1941 : L'invasion de l'URSS

- Opération Barbarossa

Front nord : 
- Guerre de Continuation
- Opération Silberfuchs
- Siège de Léningrad

Front central : 
- 2e bataille de Brest-Litovsk
- Bataille de Białystok–Minsk
- 1re bataille de Smolensk
- Bataille de Kiev

Front sud : 
- Siège d'Odessa
- Campagne de Crimée

- 1941-1942 : La contre-offensive soviétique

Front nord : 
- Poche de Demiansk
- Poche de Kholm

Front central : 
- Bataille de Moscou

Front sud : 
- Seconde bataille de Kharkov

- 1942-1943 : De Fall Blau à 3e Kharkov

Front nord : 
- Offensive de Siniavino
- Opération Iskra
- Bataille de Krasny Bor
- Opération Poliarnaïa Zvezda

Front central : 
- Opération Mars

Front sud : 
- Bataille du Caucase (opération Fall Blau)
- Bataille de Stalingrad
- Opération Uranus
- Opération Saturne
- Offensive d'Ostrogojsk-Rossoch
- Offensive de Voronej-Kastornoe
- Opération Gallop
- Opération Étoile
- Troisième bataille de Kharkov

- 1943-1944 : Libération de l'Ukraine et de la Biélorussie

Front central : 
- 2e bataille de Smolensk
- Opération Bagration

Front sud : 
- Bataille de Koursk
- Bataille du Dniepr
- Offensive Dniepr-Carpates
- Offensive de Crimée
- Offensive de Lvov-Sandomir

- 1944-1945 : Campagnes d'Europe centrale et d'Allemagne

Allemagne : 
- Offensive Vistule-Oder
- Offensive de Poméranie orientale
- Siège de Breslau
- Offensive de Prusse-Orientale
- Bataille de Königsberg
- Bataille de Seelow
- Bataille de Bautzen
- Bataille de Berlin
- Capitulation allemande

Front nord et Finlande : 
- Guerre de Laponie
- Offensive Leningrad-Novgorod
- Bataille de Narva

Europe orientale : 
- Opération Margarethe
- Insurrection de Varsovie
- Soulèvement national slovaque
- Opération Panzerfaust
- Bataille de Budapest
- Opération Frühlingserwachen
- Offensive de Vienne
- Insurrection de Prague
- Offensive de Prague
- Bataille de Slivice

Front d’Europe de l’Ouest

Campagnes d'Afrique, du Moyen-Orient et de Méditerranée

Bataille de l’Atlantique

Guerre du Pacifique

Guerre sino-japonaise

Théâtre américain
L’offensive de Minsk (russe : Минская наступательная операция) est une partie de l'offensive stratégique en Biélorussie de l'Armée rouge menée en été 1944 contre les troupes de la Wehrmacht, l'opération Bagration. Son objectif était de percer la ligne défense allemande au nord d'Orcha, entre la 3e Panzer Armee et la 4e armée allemande, en direction des villes de Vitebsk et d'Orcha.
Dans le cadre de cette vaste opération, la conquête de la ville se décompose en plusieurs opérations, l'approche aux abords de la ville, l'encerclement de la ville et la réduction des poches allemandes laissées derrière elles par les unités soviétiques en marche vers l'Ouest.

## Contexte
Pour un article plus général, voir Opération Bagration.
Cette offensive constitue la première opération de la 2e phase de l'opération Bagration. Les unités soviétiques vont développer une tenaille autour de la capitale sur la Bérézina. Après la libération de la capitale de la Biélorussie, l'offensive se poursuit vers l'ouest. Il faut prendre au piège le maximum de forces allemandes tout en perçant vers l'ouest.
Le 29 juin, date de l'arrivée de Walther Model au quartier-général du groupe d'armées Centre à Lida, les opérations pour la libération de Minsk débutent, le front allemand a alors volé en éclats.
Dès lors, la bataille autour de Minsk n'est pas un combat pour le maintien de la présence allemande dans la ville, mais un affrontement pour couper les possibilités de retraite des unités encore engagées à l'Est de la capitale biélorusse, priver les unités positionnées à Minsk de leurs voies de retraite vers l'Ouest et détruire ce qui reste de la 4e armée, engagé dans des opérations décousues à l'Est de Minsk.

## Projets soviétique

### Planification soviétique
Minsk constitue la première ville importante sur la route des forces soviétiques déployées face au groupe d'armées Centre au printemps 1944.
À ce titre, la libération de la ville constitue le principal objectif de l'opération Bagration, telle qu'elle est planifiée au printemps 1944. Dans ce cadre, la reconquête de Minsk est menée par le premier front de Biélorussie, en lien avec les deuxième et troisième fronts de Biélorussie

### Objectifs opérationnels
Le rôle du 3e Front de Biélorussie dans la première phase de l'opération Bagration était essentiellement défini le 28 juin, quand ses unités du corps de cavalerie mécanisée firent halte sur la Bérézina.
Le même jour, avec les objectifs initiaux atteints, la Stavka envoya un nouvel ordre de forcer le passage de la Bérésina et de développer une offensive autour de Minsk et Molodechno, capturant la première en coopération avec le 2e front biélorusse et en atteignant la seconde au plus tard le 8 juillet.
Les manœuvres de l'Armée rouge n'ont pas pour objectif premier de prendre la ville, mais de l'isoler en coupant les voies de communication, ainsi que de réduire les poches allemandes formées à l'Est de la ville.
La 5e armée blindée de la Garde soviétique, commandée par le général Pavel Rotmistrov est néanmoins critiquée pour sa mollesse à atteindre ses objectifs et se voit ordonner de se déployer avec plus de décision.

### Compréhension allemande
Les plans allemands incluaient largement la limitation des pertes. L'effet immédiat des offensive Vitebsk-Orcha et offensive de Bobrouïsk établit clairement que les forces soviétiques avaient l'objectif fort de la ville de Minsk. L'autorisation fut cependant donnée le 26 juin à la 5e Armee Panzer du groupe d'armées Ukraine du Sud d'aider à la défense de la ville ; cependant, l'arrivée de Model sur place le 29 juin bouleverse les projets allemands, celui-ci, parfaitement conscient de l'impossibilité de défendre la ville.
Au moment du déclenchement de l'opération, la totalité de la 4e armée allemande avait été contournée sur chacun de ses flancs nord et sud. Malgré cela, elle se vit ordonner de tenir bon. Son corps central, le 39e corps de blindés fut amplement désintégré sous les attaques aériennes soviétiques en tentant d'atteindre les passages de la Bérézina, ayant perdu deux chefs de corps en quelques jours.

## Forces en présence

### Wehrmacht
- Kampfgruppe Von Saucken, incluant :
  - 5e Panzer Division
- Kampfgruppe von Gottberg ; groupe de sécurité et unités SS, comprenant :
  - Kampfgruppe Anhalt (en) (groupe ad-hoc de police et unités de sécurité)
  - Kampfgruppe Flörke (groupe ad-hoc unité basée sur des restes de la 14e division d'infanterie et autres)
- Forces encerclées de la 4e armée sous commandement du lieutenant-général Vincenz Müller : 12e corps d'armée ; 27e corps (général Paul Völckers); restes du 39e corps de blindés
- Restes encerclés du 6e corps de la 3e armée Panzer transférés sous commandement du général Müller
- Restes encerclés de la 9e armée (général Nikolaus von Vormann)
- Kampfgruppe Lindig (12e division Panzer, 390e division d'entraînement)

### Armée rouge
- 3e front de Biélorussie (général Ivan Tcherniakhovski)
  - 11e armée de la Garde (général Kouzma Galitski (en))
  - 5e armée
  - 39e armée (général Ivan Lioudnikov)
  - 31e armée (général Vassili Glagolev (ru))
  - 5e armée blindée de la Garde (général Pavel Rotmistrov)
  - 1re armée aérienne
  - Groupe de Cavalerie mécanisé sous commandement du lieutenant-général Nikolaï Oslikovski (ru), incluant le 3e corps de cavalerie de la Garde
- 2e front de Biélorussie (colonel-général Gueorgui Zakharov)
  - 3e armée (lieutenant-général Vassili Krioutchionkine (ru))
  - 49e armée (lieutenant-général Ivan Grichine)
  - 50e armée (en) (lieutenant-général Ivan Boldine)
  - 4e armée aérienne

## L'offensive
L'offensive fut développée en trois phases principales :
1. La rupture des lignes de défense initiales allemandes le long de la Bérézina ;
2. L'avance des forces d'exploitation soviétiques ;
3. L'encerclement final de la 4e armée allemande après l'enfoncement de ses positions défensives.

### L'effort défensif allemand
Face à la poussée soviétique en direction de Minsk, Model et ses subordonnés se replient méthodiquement, en détruisant les ponts, en minant les carrefours routiers et en tendant des embuscades meurtrières aux unités blindées soviétiques. Ils parviennent ainsi à les freiner, sans cependant empêcher des encerclements d'unités à l'Est de la ville, dans ces poches à la survie précaire.

### La destruction de la4earmée
Pendant les quelques jours suivants, la 4e armée fit plusieurs tentatives pour percer l'encerclement, menées par celles des divisions ayant encore une organisation cohérente. Le plus grand groupe de forces encerclées comprenait les divisions du 12e corps allemand qui était relativement intact, avec les éléments du 17e corps allemand qui avaient fait retraite avec succès d'Orsha et qui étaient maintenant piégés près de Pekalin (?).
Les commandants de corps, Müller and Völckers, décidèrent le 5 juillet 1944 que leurs forces doivent percer vers le nord-est et l'ouest respectivement, accompagnées par les restes du XXXIXe corps de Panzers. Ils sont maintenant placées à plus de 100 km derrière les lignes soviétiques. Cependant, dès le 4 juillet, lendemain de la prise de Minsk, les unités allemandes, jusqu'alors encore cohérentes, connaissent le début d'un processus de désagrégation : le 5 juillet, plusieurs poches se forment, quasi statiques, qui s'atomisent au fil des jours, pour perdre toute cohésion et toute capacité opérationnelle au fil des heures.
La 25e Panzergrenadier Division fut le fer de lance de la percée le 5 juillet à minuit mais fut éparpillée avec quelques éléments passant au nord de Minsk pour atteindre les positions allemandes. La 57e division d'infanterie et la Panzergrenadier-Division Feldherrnhalle s'unirent pour contourner Minsk par le sud mais furent dispersés, tandis que le même sort fut réservé aux restes de la 78e Sturm division (après un début de percée victorieux) et la plupart des autres regroupements divisionnaires. Quelques éléments de la 14e division d'Infanterie sous le commandement du lieutenant-général Flörke, tentèrent de rejoindre les restes de la 31e division et de la 12e division. Le Kampfgruppe Flörke, après avoir trouvé Minsk abandonnée et en flammes, fut alors capable de s'évader de la poche et de rejoindre les positions de la 12e Panzerdivision.

### La reconquête de Minsk

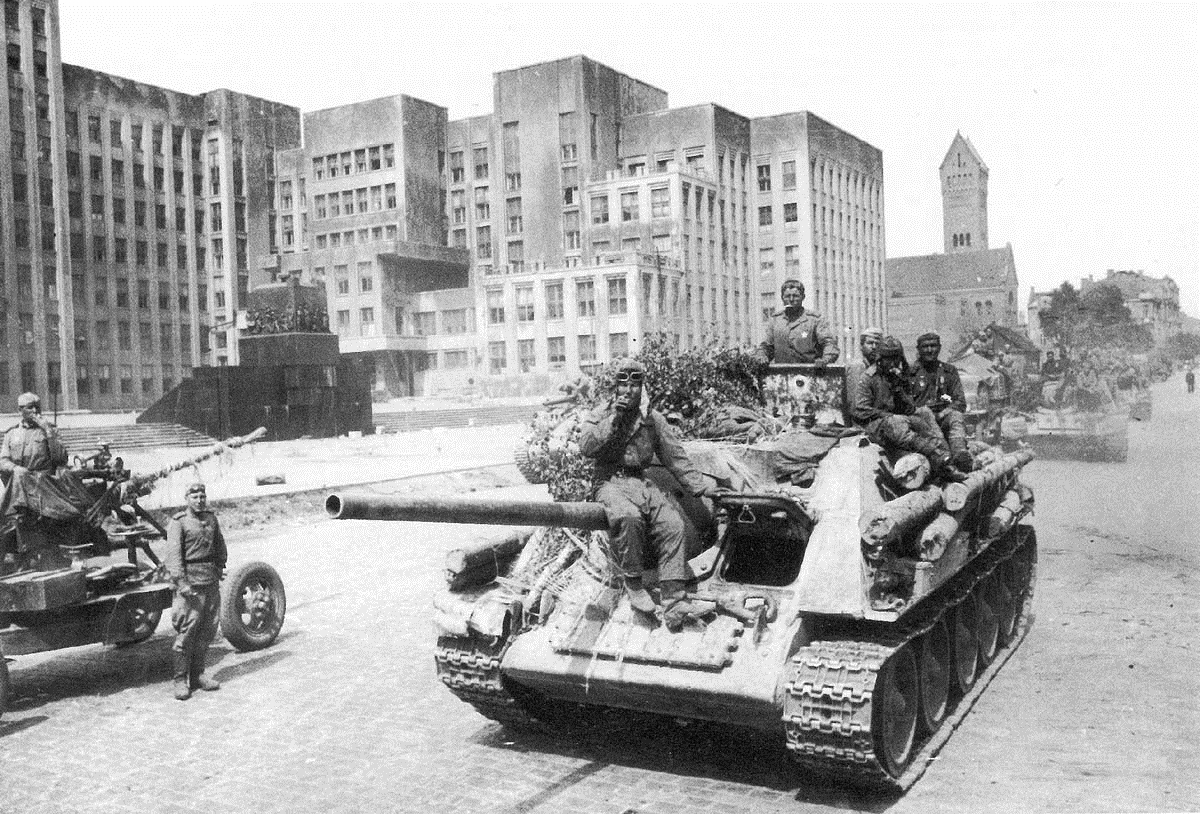
Sur la place centrale de Minsk libéré.

Pour Model, il apparaît clairement dès sa prise de commandement, le 29 juin, que la ville de Minsk ne peut être défendue avec succès ; en effet, dès le 2 juillet, trois groupes d'armées soviétiques convergent vers la ville. La veille, l'ordre d'évacuation de la ville a été donné et les autorités civiles d'occupation l'évacuent : soixante six trains quittent la ville en direction de l'Ouest le 3 juillet, jour de la chute de la ville.

## Bilan
Selon l'historien militaire Paul Carell, "Staline venait de remporter cette « bataille de Cannes dont il avait si longtemps rêvé »".

### Bilan militaire
Dans le cadre stratégique plus large de l'opération Bagration, l'offensive de Minsk fut un succès complet; la capitale de la RSS de Biélorussie est libérée après plusieurs années d'occupation allemande. les forces allemandes du groupe d'armées Centres sont presque entièrement désagrégées en quelques jours. En particulier, la presque totalité de la 4e armée, plus plusieurs éléments de le IXe armée qui se sont échappés de l'offensive de Bobrouïsk sont détruits dans les jours qui suivent.
De plus, la réduction de la poche formée à l'Ouest de la ville fait tomber dans les mains de l'Armée rouge plus de 100 000 prisonniers, dans les opérations autour de Minsk
Dans les jours qui suivent la chute de la ville, les opérations aboutissent à la réduction des poches allemandes encerclées autour de la ville. Dans l'un de ces opérations, le lieutenant-général Müller, qui a reçu le commandement de toutes le forces encerclées de la 4e armée, est capturé le 8 juillet après une tentative de percée malheureuse de la 18e Panzergrenadier Division. Il envoie immédiatement un ordre à toutes les troupes encerclées de se rendre, diffusé par haut-parleurs par les forces soviétiques et largué sous forme de tracts par des avions soviétiques. Une grande partie des commandants d'unités allemandes et des soldats choisissent de refuser cet ordre, cependant, et continuent leurs tentatives d'évasion par centaines jusqu'à mi-juillet,.

« Dès que la nuit tombe, alors que les soldats de l'Armée rouge se retirent dans les villages ou s'endorment [...] une autre armée s'ébranle : par petits groupes silencieux de vingt à trente hommes, parfois moins, souvent par deux, ou complètement seuls, des milliers de soldats allemands marchent aussi vers l'ouest à travers un pays ennemi. Ce sont les « durs », les hommes que rien ne peut décourager et qui refusent d'être prisonniers. »

— Paul Carell (op. cit. 1968, pp. 303-304)
Au total, près de 100 000 soldats de la IVe et de la IXe armées furent capturés, et près de 40 000 tués. Les partisans jouèrent un rôle important dans la localisation et la traque des forces encerclées.
Le 3e et le 2e fronts biélorusses furent ensuite engagés dans la 3e phase de poursuite des offensives stratégiques de Vilnius et de Bialystock respectivement.

### Bilan politique
La conquête de Minsk constitue pour l'Armée rouge une victoire comparable à celle remportée par le Reich lors de la conquête de la ville trois années auparavant.
Cette victoire est ainsi exploitée par les Soviétiques; ainsi le 17 juillet 1944, 57 000 soldats allemands faits prisonniers à Minsk et dans sa région sont tenus de défiler à Moscou, derrière leur officiers, afin de matérialiser l'ampleur de la défaite du Reich aux yeux de la population soviétique.
Ce défilé constitue une rupture dans la pratique soviétique de l'organisation de parade de prisonniers; jusqu'alors, les défilés organisés se faisaient à proximité du front, sur le lieu de passage entre le camp de prisonniers et la gare la plus proche. L'organisation du défilé de juillet 1944 fournit aux autorités soviétiques l'occasion de signifier aux Soviétiques l'étendue de la défaite du Reich en Biélorussie. Les prisonniers sont donc acheminés par trains spéciaux vers la capitale, puis parqués dans des stades et des camps de manœuvre; ils défilent ensuite dans les rues de Moscou dans les tenues qu'ils portaient lors de leur capture, non rasés, ordonnés en deux colonnes inégales, dont le trajet est soigneusement étudié
De plus, la réduction des poches allemandes autour de Minsk permet aux Soviétiques de renforcer les effectifs du comité pour une Allemagne libre; en effet, le 8 juillet 1944, alors que ses troupes sont encerclées, sans espoir d'être secourus, Vincenz Müller, commandant du 12e corps, se rend aux unités soviétiques qui l'encerclent.